# Mistrzostwa Polski w hokeju na lodzie (1928/1929)
Mistrzostwa Polski w hokeju na lodzie 1928/1929 – 3. edycja mistrzostw, rozegrana została na przełomie 1928/1929 roku.

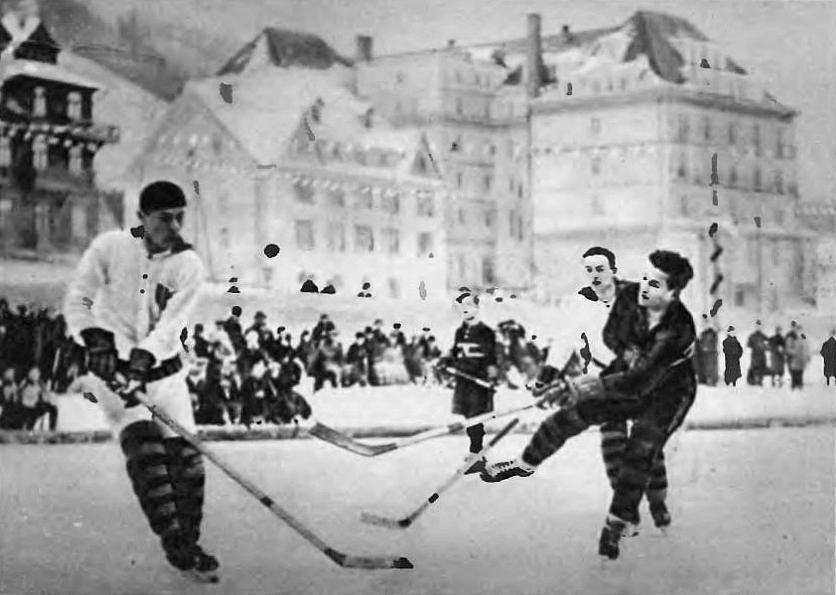
Mecz Pogoń Lwów - Legia Warszawa (4:0) w Krynicy-Zdroju

## Formuła
W drugiej połowie grudnia 1928 odbyły się mistrzostwa okręgowe w hokeju, które wyłoniły finalistów do turnieju o mistrzostwo Polski. Uzyskano wówczas wyniki: Legia – WTŁ 12:0 (o mistrzostwo Warszawy), KŁ Poznań – AZS Poznań 2:0 (o mistrzostwo Poznania), KŁP – TKS Toruń 0:0, TKS – KŁP 3:0 (o mistrzostwo okręgu poznańsko-toruńskiego, rozegrany w Krynicy), Cracovia – Sokół 7:0, Wisła Kraków – Sokół 7:0, Cracovia – Makkabi Kraków 3:2 (przed końcem spotkania zawodnicy Makkabi opuścili prac gry), Wisła – Cracovia 2:2 (mistrzostwo Krakowa zdobyła lepszym stosunkiem bramkowym Wisła); Pogoń Lwów – Lechia Lwów 1:0, LTŁ – Czarni Lwów 6:0, Pogoń – Czarni 11:0, LTŁ – Lechia 3:0, Lechia – Czarni 3:2, Pogoń – LTŁ 1:0 (finał o mistrzostwo Lwowa); AZS Wilno – Pogoń Wilno 13:0 (o mistrzostwo Wilna)
W turnieju finałowym wzięło sześć zespołów: AZS Warszawa, Legia Warszawa, Wisła Kraków, Pogoń Lwów, AZS Wilno i TKS Toruń (mistrz okręgu poznańsko-pomorskiego). Turniej zorganizowano na lodowisku w Krynicy-Zdroju systemem każdy z każdym. Mecze rozgrywano od piątku 28 grudnia 1928.

## Turniej finałowy

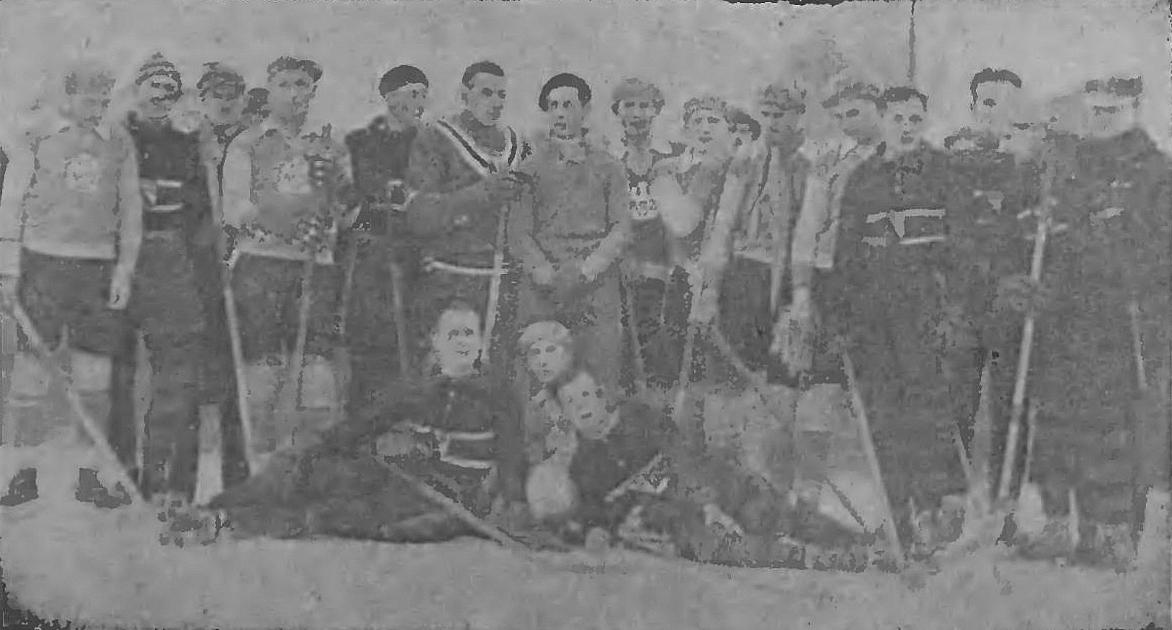
Drużyny Legii Warszawa i AZS Wilno przed meczem

### Wyniki
- I dzień (28.XII.1928):
  - Legia Warszawa – Wisła Kraków 11:1 (5:1, 4:0, 2:0); gole: Kawiński 6, Stanisław Pastecki 3, Karol Szenajch 2 / Krupa; sędzia: Goncarzewicz (Toruń)
  - Pogoń Lwów – AZS Wilno 8:1 (3:1, 3:0, 2:0); gole: Stworzeński 3, Wacław Kuchar 2, Zbigniew Kuchar, Mauer, Weisberg / ?; sędzia: Tadeusz Sachs
- II dzień (29.XII.1928):
  - Pogoń Lwów – TKS Toruń 0:0 (0:0, 0:0, 0:0); sędzia: Kulej
  - AZS Warszawa – Wisła Kraków 18:0 (9:0, 3:0, 6:0); gole: Aleksander Tupalski 7, Tadeusz Adamowski 6, Włodzimierz Krygier 3, Aleksander Kowalski 1; sędzia: por. Alfred Theuer
  - Legia Warszawa – AZS Wilno 3:1 (1:0, 2:0, 0:1); gole: Karol Szenajch 2, Józef Lange / Okułowicz; sędzia: por. Szyba
- III dzień (30.XII.1928):
  - Wisła Kraków – TKS Toruń 1:1 (0:0, 0:0, 1:1); gole: Makowski / Szczerbowski; sędzia: Żebrowski (Warszawa)
  - Pogoń Lwów – Legia Warszawa 4:0 (1:0, 1:0, 2:0); gole: Wacław Kuchar 3, Zbigniew Kuchar; sędzia: Osiecimski-Czapski
  - AZS Warszawa – AZS Wilno 14:0 (1:0, 5:0, 8:0); gole: Tadeusz Adamowski 7, Włodzimierz Krygier 4, Pawłowski 2, Lucjan Kulej; sędzia: Szczerbowski (Toruń)
- IV dzień (31.XII.1928):
  - AZS Warszawa – Pogoń Lwów 2:0 (1:0, 1:0, 0:0); gole: Włodzimierz Krygier, Lucjan Kulej; sędzia: Tadeusz Sachs
  - Legia Warszawa – TKS Toruń 4:0 (0:0, 1:0, 3:0); gole: Karol Szenajch 3, Stanisław Pastecki / Okułowicz; sędzia: por. Alfred Theuer
  - AZS Wilno – Wisław Kraków 2:0 (1:0, 0:0, 1:0); gol: Podlewski; sędzia: por. Szyba

Podczas czwartego dnia turnieju pojawiły się problemy ze stanem tafli lodu, spowodowane odwilżą. Pod koniec tego dnia w ostatnim meczu warunki gry uniemożliwiały już praktycznie grę. W związku z tym zostały odwołane mecze zaplanowane na piąty dzień mistrzostwo. W tym czasie do zakończenia turnieju pozostały cztery mecze. Postanowiono rozegrać je naprzemiennie ze zorganizowanym do niedzieli 6 stycznia 1929 turniejem międzynarodowym. Po jednym dniu przerwy turniej był kontynuowany.
- IV dzień (02.I.1929):
  - AZS Warszawa – Legia Warszawa 3:0; gole: Włodzimierz Krygier 2, Tadeusz Adamowski
  - Pogoń Lwów – Wisła Kraków 3:0 (walkower, mecz nie odbył się)
  - AZS Wilno – TKS Toruń 1:0
  - AZS Warszawa – TKS Toruń 3:0 (walkower, mecz nie odbył się)

Arbitrami w meczach byli sami zawodnicy biorący udział w turnieju. Sędziowali hokeiści z drużyn nie uczestniczących w danym spotkaniu. Ponadto rozjemcami byli porucznicy Wojska Polskiego: Szyba i Alfred Theuer.

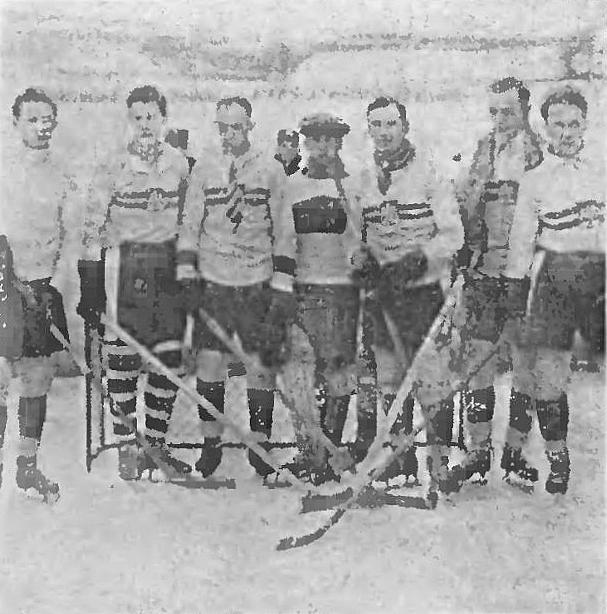
Drużyna mistrzowska AZS Warszawa

### Tabela
| Lp. | Zespół         | M | Pkt | W | R | P | G + | G - | +/- |
| --- | -------------- | - | --- | - | - | - | --- | --- | --- |
| 1   | AZS Warszawa   | 5 | 10  | 5 | 0 | 0 | 42  | 0   | +42 |
| 2   | Pogoń Lwów     | 5 | 7   | 3 | 1 | 1 | 15  | 3   | +12 |
| 3   | Legia Warszawa | 5 | 6   | 3 | 0 | 2 | 18  | 9   | +9  |
| 4   | TKS Toruń      | 5 | 4   | 2 | 0 | 3 | 2   | 8   | -6  |
| 5   | AZS Wilno      | 5 | 2   | 1 | 0 | 4 | 4   | 26  | -22 |
| 6   | Wisła Kraków   | 5 | 1   | 0 | 1 | 4 | 2   | 35  | -33 |

      = Mistrz Polski

## Skład mistrzów
Skład drużyny mistrzowskiej AZS Warszawa podczas turnieju: Tadeusz Adamowski, Edmund Czaplicki, Aleksander Kowalski, Włodzimierz Krygier, Lucjan Kulej, Pawłowski, Aleksander Tupalski, Kazimierz Żebrowski.

## Klasyfikacja medalowa po mistrzostwach
|    | Klub                                |   |   |   |
| -- | ----------------------------------- | - | - | - |
| 1. | AZS Warszawa                        | 3 | 0 | 0 |
| 2. | Legia Warszawa                      | 0 | 1 | 1 |
| 2. | Pogoń Lwów                          | 0 | 1 | 1 |
| 4. | Warszawskie Towarzystwo Łyżwiarskie | 0 | 1 | 0 |
| 5. | TKS Toruń                           | 0 | 0 | 1 |